# Alberto Schiatti

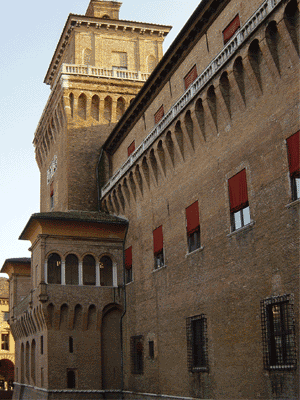
Castello Estense

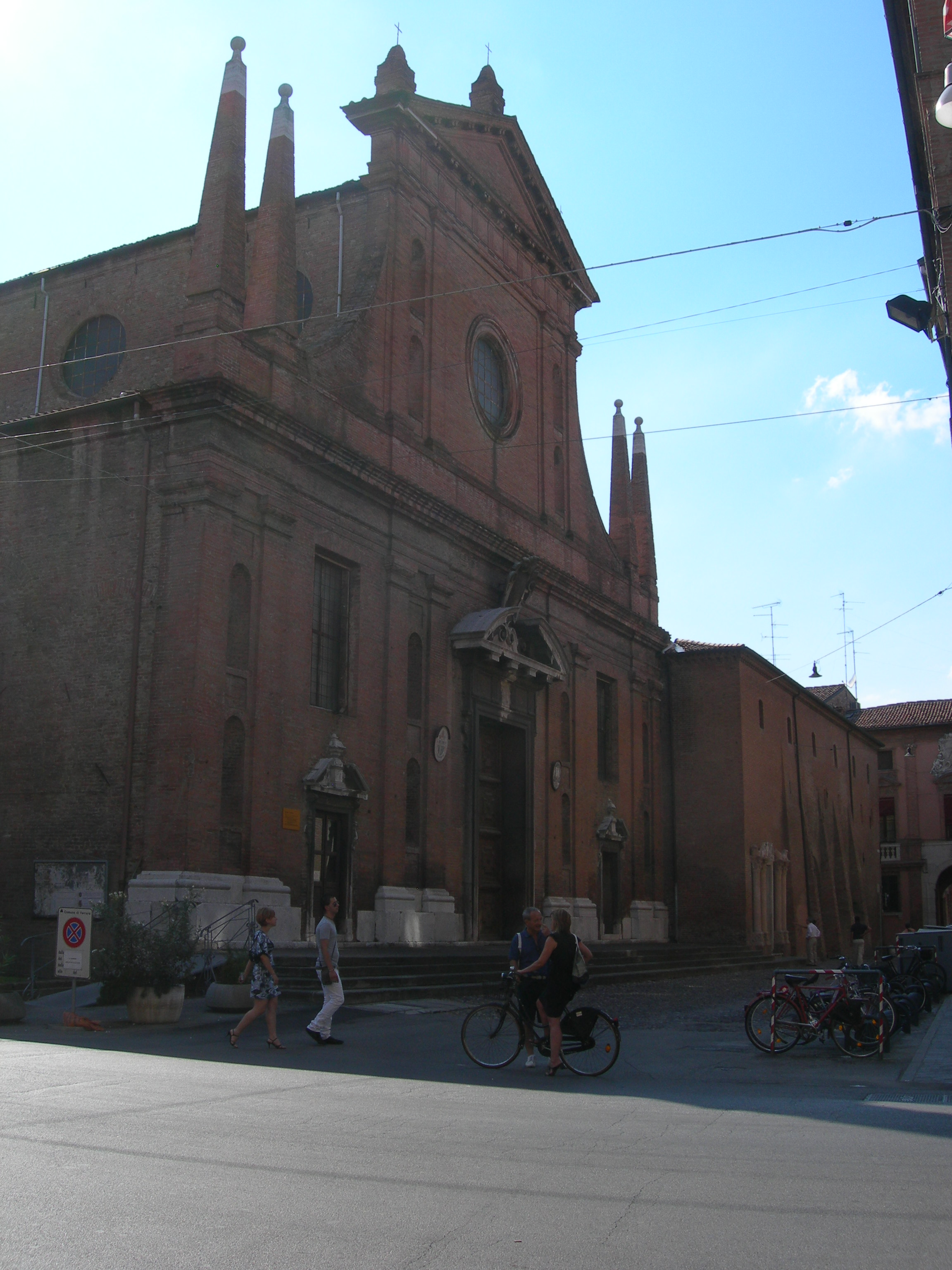
Iglesia de San Paolo

 Alberto Schiatti (Ferrara-ibidem, 1586) fue un arquitecto de estilo manierista emiliano. 
Sus obras más destacadas fueron las intervenciones en el Palacio del Diamanti (1567) y en el Castillo Estense (1570). 
En el caso del Castillo Estense, se confió a Girolamo da Carpi la transformación del castillo, demoliendo las almenas y reemplazándolas por balcones de piedra. También añadió otra planta al edificio y diseñó la Loggia de los Aranci (de las naranjas) en el primer piso de la Torre del León. Tras la muerte de Da Carpi, el trabajo fue completado por Alberto Schiatti. 
El arquitecto también reconstruyó la Iglesia de San Pablo, que quedó en su forma actual después del terremoto de 1570. 